# Anschriftenprüfung
Die Anschriftenprüfung ist eine besondere Dienstleistung von Postunternehmen, mit der eine postalische Adresse überprüft und vervollständigt wird.

## Deutschland
Die Anschriftenprüfung wurde im März 1931 bei der Deutschen Reichspost eingeführt. 1947 wurde ein Anschriftensuchdienst eingerichtet. Seit Ende 1947 sind Anschriftenprüfungen interzonal zugelassen, seit September 1948 auch international.
Seit dem 1. Februar 2023 wird die Anschriftenprüfung durch die Deutsche Post nur noch digital angeboten. Bereits erworbene Anschriftenprüfkarten verfallen jedoch nicht.
Zur Prüfung von Anschriften sind die bekannten Daten online ins bereitgestellte Formular einzugeben oder – bei sehr vielen zu prüfenden Anschriften – als Textdatei hochzuladen. Anhand der Benutzereingaben führt der Online-Dienst der Deutschen Post eine Validierung durch.